# Elymus villosus
Elymus villosus là một loài thực vật có hoa trong họ Hòa thảo. Loài này được Muhl. ex Willd. mô tả khoa học đầu tiên năm 1809.

## Hình ảnh

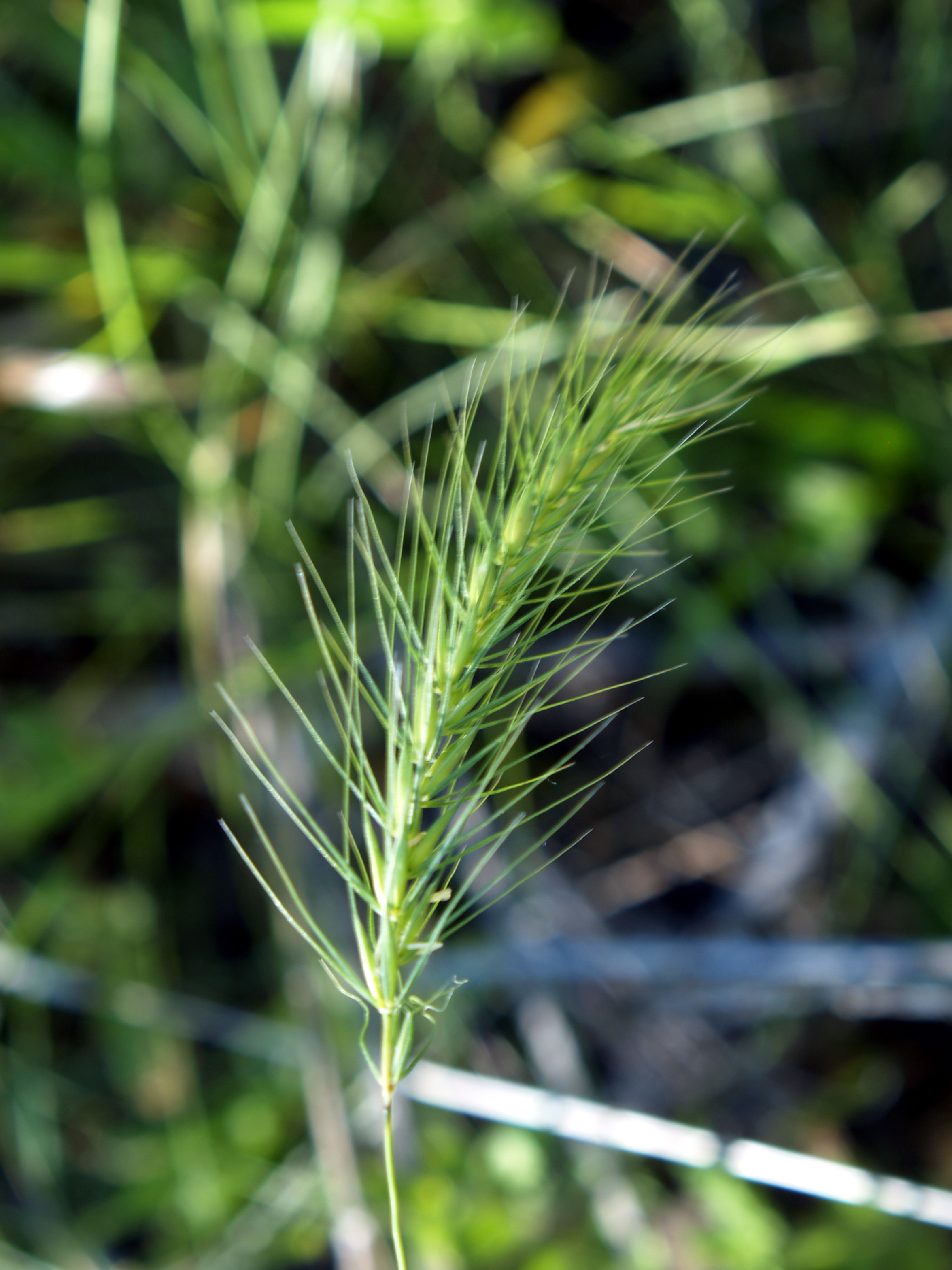
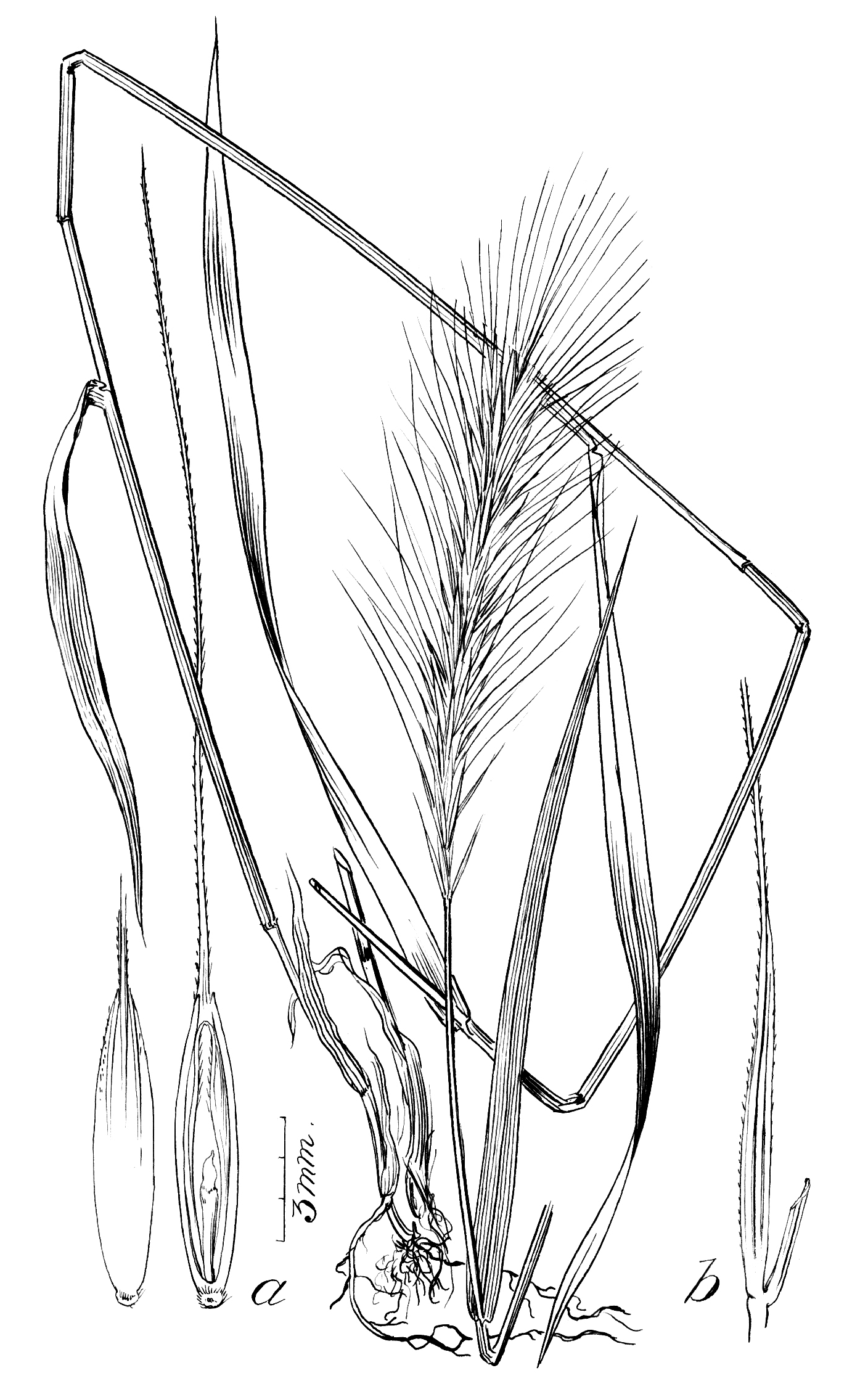
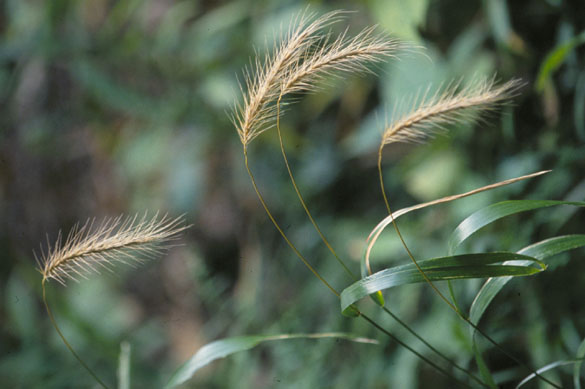